# Wilfred Bungei
Wilfred Bungei (Wilfred Kipkemboi Bungei; * 24. Juli 1980 in Kabirirsang, Nandi County) ist ein kenianischer Mittelstreckenläufer, dessen Spezialstrecke der 800-Meter-Lauf ist. Er gewann die Goldmedaille bei den Olympischen Spielen 2008 in Peking.

## Leben
Er begann mit dem Laufen im Alter von 17 Jahren und konzentrierte sich zunächst auf die 400 Meter. 1998 wechselte er auf die doppelte Distanz und wurde im selben Jahr Junioren-Vizeweltmeister.
Bei den Weltmeisterschaften 2001 in Edmonton gewann er die Silbermedaille in 1:44,55 min. 2002 stellte er mit 1:42,34 min seine Bestzeit auf und belegt damit den fünften Platz in der Ewigen Weltbestenliste (Stand Juli 2008).
2003 gewann er Bronze bei den Hallenweltmeisterschaften in Birmingham und siegte beim Leichtathletik-Weltfinale der IAAF.
Bei den Olympischen Spielen 2004 in Athen kam er auf den fünften Platz. Im Jahr darauf wurde er Vierter bei den Weltmeisterschaften in Helsinki und gewann erneut das IAAF-Weltfinale.
2006 holte er bei den Hallenweltmeisterschaften in Moskau den Titel und wurde Dritter beim Weltfinale. Bei den Weltmeisterschaften 2007 in Osaka wurde er Fünfter.
Bungei ist 1,78 m groß und wiegt 64 kg. Er ist dafür bekannt, dass er seine Rennen sehr oft mit einer Sonnenbrille bestreitet. Sein Cousin ist der ehemalige Weltrekordler Wilson Kipketer.

## Persönliche Bestleistungen
| Disziplin | Leistung    | Datum             | Ort      |
| --------- | ----------- | ----------------- | -------- |
| 800 m     | 1:42,34 min | 8. September 2002 | Rieti    |
| 1000 m    | 2:18,60 min | 7. Juli 2002      | Rethymno |

## Leistungsentwicklung
| Jahr | 800 Meter (in Minuten) |
| ---- | ---------------------- |
| 1998 | 1:47,53                |
| 1999 | 1:45,14                |
| 2000 | 1:44,23                |
| 2001 | 1:42,96                |
| 2002 | 1:42,34                |
| 2003 | 1:42,52                |
| 2004 | 1:43,06                |
| 2005 | 1:43,70                |
| 2006 | 1:43,59                |
| 2007 | 1:44,14                |
| 2008 | 1:44,63                |